# Декстра Куотскуйва
Декстра Куотскуйва Нампейо (народилася 7 вересня 1928, Полачка, Аризона) — корінна американська гончарка і художниця. Вона належить до п’ятого покоління видатної родини гончарів хопі.
У 1994 році Декстру Куотскуйву було проголошено «Живим скарбом Аризони», а в 1998 році вона отримала першу нагороду Державного музею штату Аризона за життєві досягнення. У 2001 році Музей Вілрайта організував 30-річну ретроспективну виставку кераміки Куцкуйви, а в 2004 році вона отримала нагороду Південно-Західної асоціації індіанських мистецтв за життєві досягнення.

## Сім'я
Вона правнучка хопі-тева Нампейо з Хано, яка відродила кераміку в місцевому стилі, яка поширилася через її старшу дочку Енні Хілінг. Декстра - дочка Рейчел Намінгхи (1903–1985) та сестра Присцилли Намінги, які є іншими визначними гончарами хопі-тева. Її дочка Гісі Нампейо також є гончаркою, а син, Ден Намінгха, живописцем і скульптором. Її чоловік, Едвін Куотскуйва, був ветераном і вождем племені хопі.

## Робота
Декстра розпочала свою мистецьку кар'єру в 1967 році, слідуючи за багатою спадщиною Нампейо, корінням якої стали прикраси Сікятки. Спочатку, дотримуючись поради матері, щоб залишатися вірними старим стилям, дизайнерський репертуар Декстри обмежився традиційними орнаментами Нампейо та дизайном птахів. Після смерті матері в 1985 році Декстра відчула більше свободи, щоб виявити свою особисту творчість. Вона була першою гончаркою Нампейо, яка виготовила виріб для загального споживання.
Куотскуйва експериментує з традиційними матеріалами, які зазвичай використовуються для кераміки, збираючи глину з різних джерел у своїй резервації та створюючи варіації характерних помаранчевих, засмаглих та коричневих відтінків горщиків для багаття хопі. Для покриття вона використовує рослину бджолиних бур'янів для чорних кольорів та рідні глиняні накладки для червоних.
Описуючи свій спосіб створення глиняного посуду, вона сказала: «Одного разу моя кераміка кличе мене, і тоді я знаю, що це той день, коли я повинна це зробити».

## Вибрані публічні колекції
- Музей антропології Лоуелла Д. Холмса, Університет штату Вічіта[9]
- Інститут мистецтв Міннеаполіса[10][11]
- Музей мистецтв Нельсона Аткінса[12][13]
- Національний музей американських індіанців[14][15]
- Музей Техаського технічного університету, Техаський технічний університет, Лаббок, Техас.[16]

## Подальше читання
- Dillingham, Rick – Fourteen Families in Pueblo Pottery. 1994.
- Peterson, Susan – Pottery of American Indian Women: The Legacy of Generations. 1997.
- Schaaf, Gregory – Hopi-Tewa Pottery: 500 Artist Biographies. 1998.
- Blair, Mary Ellen; Blair, Laurence R. (1999). The Legacy of a Master Potter: Nampeyo and Her Descendants. Tucson: Treasure Chest Books. ISBN 1887896066. OCLC 41666705.

## Зовнішні посилання
- Біографія Декстри Куоцкуйви в Музеї антропології Холмса. Найкраща біографія, доступна в Інтернеті.
- Чергова біографія капсули, Марта Хопкінс Струвер.
- Кераміка Декстри Куоцкуйви в Google Images